# Maaya Uchida
Māya Uchida (内田 真礼?, Uchida Māya; Tokyo, 27 dicembre 1989) è un'attrice, doppiatrice e cantante giapponese.
Lavora per I'm Enterprise. È sorella del doppiatore Yūma Uchida.

## Doppiaggio

### Anime
2010
- Ōkami-san to shichinin no nakamatachi (Bambina ep. 7)
- The World God Only Knows (Yuri ep. 7)

2011
- Hōrō musuko (Miyake)
- The Qwaser of Stigmata II (Studente)
- Kami-sama no memo-chō (Staff)
- YuruYuri (Mari)
- Usagi Drop (Maestra dell'asilo)
- Manyu hikencho - Il prosperoso clan Manyu (Muramusume)

2012
- Gokujō. Gokurakuin joshi kōryō monogatari (Ai Nanasato)
- Kimi to boku 2 (Studentessa)
- Shirokuma Café (Kawasouko)
- Sankarea (Rea Sanka)
- YuriYuri 2 (Mari)
- Dog Days (Lesa Anrobe)
- Chūnibyō demo koi ga shitai! (Rikka Takanashi)
- K (Chiho Hyuuga)
- Say "I love you" (Yuu)
- Miniskirt Space Pirates (Izumi Yunomoto)

2013
- Mangirl! (An Abe)
- Ai Mai Mi (Mii)
- Maoyū Maō Yūsha (Domestiche)
- Bakumatsu Gijinden Roman (Okuni)
- GJ-bu (Mao Amatsuka)
- Vividred Operation (Rei Kuroki)
- Pretty Rhythm: Rainbow Live (Wakana Morizono)
- A Certain Scientific Railgun S (Frenda Seivelun)
- Dog & Scissors (Sakura Honda)
- High School DxD New (Irina Shido)
- Gatchaman Crowds (Hajime Ichinose)
- Super Seisyun Brothers (Ui Umezono)
- Outbreak Company (Minori Koganuma)

2014
- Robot Girls Z (Gecchan)
- Saki Zenkoku-hen (Toyone Anetai)
- Noragami (Hiyori Iki)
- Chūnibyō demo koi ga shitai! Ren (Rikka Takanashi)
- Z/X (Chitose Aoba)
- Is the Order a Rabbit? (Sharo Kirima)
- Date A Live II (Kaguya Yamai)
- GJ-bu (Mao Amatsuka)
- Ai Mai Mi: mōsō catastrophe (Mii)
- Rail Wars! (Haruka Koumi)
- A un passo da te - Ao haru ride (Futaba Yoshioka)
- Hunter × Hunter (2011) (Alluka Zoldick)
- Gonna Be the Twin-Tail!! (Twoerle)
- Shirogane no Ishi: Argevollen (Namie Portman)
- Girl Friend Beta (Nao Miyoshi)

2015
- The Idolmaster Cinderella Girls (Ranko Kanzaki)
- Etotama (Doratan)
- Food Wars! - Shokugeki no Soma (Yūki Yoshino)
- World Break: Aria of Curse for a Holy Swordsman (Haruka Momochi)
- Gatchaman Crowds insight (Hajime Ichinose)
- DanMachi (Liliruca Arde)
- Dog Days (Lesa Anrobe)
- High School DxD BorN (Irina Shido)
- Yamada-kun e le 7 streghe (Miyabi Itō)
- Chaos Dragon (Rou Chenfa)
- Charlotte (Yusa Nishimori/Yusa Kurobane, Misa)
- Gate (Shino Kuribayashi)
- Noragami Aragoto (Hiyori Iki)

2017
- In Another World with My Smartphone (Elze Silhoueska)

2018
- High School DxD HERO (Irina Shido)
- My Sweet Tyrant (Chiho Kagari)
- Goblin Slayer (Guild Girl)
- Killing Bites (Eruza Nakanishi)
- Kinsou no Vermeil (Vermeil)

2019
- Mix (Otomi Tachibana)
- The Promised Neverland (Norman, doppiato in italiano da Matteo Liofredi)
- The Rising of the Shield Hero (Malty Melromarc)
- Anche se il mondo finisse domani (Kotori Izumi)

2020
- Infinite Dendrogram (Chelsea)
- My Next Life as a Villainess: All Routes Lead to Doom! (Catarina Claes)[1]

2021
- My Next Life as a Villainess: All Routes Lead to Doom! X (Catarina Claes)

2022
- Chainsaw Man (Diavolo Angelo)
- Lamù e i casinisti planetari - Urusei yatsura (Miyake Shinobu)

2023
- The Iceblade Sorcerer Shall Rule the World - Carol Caroline
- Hirogaru Sky! Pretty Cure - Kaiserin Underg (niña)

2024
- Fate/strange Fake - Francesca Prelati

2025
- Lazarus - Christine

### Film d'animazione
- Patema Inverted (2013)(Kaho)
- New Initial D the Movie (2014) (Natsuki Mogi)

### OAV
- Boku, Otaryman. (2010) (Impiegata)
- Holy Knight (2012) (Lilith Sugimoto)
- Yamada-kun e le 7 streghe (2014) (Miyabi Itō)

### Original net animation (ONA)
- Manga de Wakaru Shinryōnaika (2015) (Himeru Kangoshi)
- The Grimm Variations (2024) (Dog)

## Drama
- Hikōnin Sentai Akibaranger (2012-2013) (Hiroyo Hakase, Aoi Ichikawa/Z-Cune Aoi)

## Videogiochi
- Gal*Gun (2011) (Kaoruko Sakurazaki)
- Akiba's Trip (2011) (Sena Kitada)
- Final Fantasy XIV: A Realm Reborn (2013) (Iceheart/Saint Shiva)
- Final Fantasy XIV: Heavensward (2015) (Iceheart/Saint Shiva)
- Drakengard 3 (2013) (Zero)
- Tears to Tiara II: Heir of the Overlord (2013) (Artio)
- Disgaea 4: A Promise Unforgotten (2014) (Nagi Clockwork)
- Hyperdevotion Noire: Goddess Black Heart (2014) (Ester)
- Ranko Tsukigime's Longest Day (2014) (Ranko Tsukigime)
- Phantasy Star Nova (2014) (Lutia)
- Corpse Party: Blood Drive (2014) (Magali Mizuki)
- Project Zero: Maiden of Black Water (2014) (Miu Hinasaki)
- Stella Glow (2015) (Popo)
- Luminous Arc Infinity (2015) (Brigitta)
- Grand Kingdom (2015) (Precia Letter)
- Fire Emblem Heroes (2017) (Sharena)
- SINoALICE (2017) (Gretel, Zero)
- Radiant Historia: Perfect Chronology (2017) (Lippti)
- Dragon Quest Rivals (2017) (Veronica)
- Million Arthur: Arcana Blood (2017) (Clone Diva Arthur)
- Shinobi Master Senran Kagura: New Link (2017) (Irina Shido)
- Etrian Odyssey Nexus (2018) (Birgitta)
- SaGa: Scarlet Grace – Ambitions (2018) (Urpina)
- Arknights (2019) (Mudrock)
- Dragon Quest XI S: Echi di un'era perduta - Edizione Definitiva (2019) (Veronica)
- 13 Sentinels: Aegis Rim (2019) (Megumi Yakushiji)
- Sakura Wars (2019) (Hatsuho Shinonome)
- Trials of Mana (2020) (Fairy)
- Genshin Impact (2020) (Fischl)
- Nier Re[in]carnation (2021) (Zero)
- Alice Gear Aegis CS: Concerto of Simulatrix (2022) (Sitara Kaneshiya)
- Valkyrie Elysium (2022) (Kristoffer)
- Goddess of Victory: Nikke (2022) (Admi, Epinel)
- Eiyuden Chronicle: Hundred Heroes (2024) (Perrielle Grum)
- Card-en-Ciel (2024) (Kaoruko Sakurazaki)
- Fantasy Life i: La ragazza che ruba il tempo (2025) (Fern, Sylvia)

## Discografia

### Singoli
- Soushou Innocence (創傷イノセンス?, Sōshō Inosensu) (2014)
- Gimme! Revolution (ギミー!レボリューション?, Gimī! Reboryūshon) (2014)
- Karappo Capsule? (からっぽカプセル??, Karappo Kapuseru?) (2015)